# Aistersheim
Aistersheim est une commune autrichienne du district de Grieskirchen en Haute-Autriche.